# James A. FitzPatrick
James A. FitzPatrick (Shelton, 26 febbraio 1894 – Cathedral City, 12 giugno 1980) è stato un regista, sceneggiatore e produttore cinematografico statunitense noto dall'inizio degli anni '30 come "The Voice of the Globe" per i suoi documentari della serie Fitzpatrick's Traveltalks.

## Biografia
Dopo aver completato la formazione in arti drammatiche, lavorò come giornalista fino a quando, nel 1916, iniziò la sua carriera cinematografica fondando la Juvenile Film Company a Cleveland per produrre cortometraggi comici con bambini purtroppo senza successo e, nel 1921, venne assunto come sceneggiatore/regista dalla Kineto Company of America di Charles Urban, lavorando inizialmente a una serie intitolata Great American Authors che presentava biografie di famosi scrittori americani. Dopo che la Kineto venne chiusa nel 1924, nel 1925 fondò una sua compagnia e iniziò producendo due serie in parallelo, "Famous Music Masters", serie di cortometraggi sulla vita di famosi compositori, e "Songs of "; i film vennero distribuiti in tutto il mondo e alcuni furono successivamente sincronizzati con il suono.
Nel 1930 iniziò a girare documentari di viaggio per il mercato britannico e americano che vennero distribuiti dalla Metro-Goldwyn-Mayer con il titolo FitzPatrick Traveltalks; dal 1934 la serie venne girata in Technicolor divenendo uno dei primi esempi di serie regolari a colori. Nel 1954 lasciò la MGM per produrre una serie simile per la Paramount Pictures intitolata Vistavision Visits per un altro anno prima di ritirarsi.

## Filmografia

### Regista
- Chip's Rivals (1916)
- Chip's Carmen (1916)
- For Sale: a Daddy (1916)
- World War in Kidland (1916)
- Chip's Elopement (1916)
- Chip's Backyard Barnstormers (1916)
- A Chip Off the Old Block (1916)
- John Greenleaf Whittier (1921)
- Washington Irving (1921)
- Edgar Allan Poe (1922)
- William Cullen Bryant (1922)
- Mark Twain (1922)
- Oliver Wendell Holmes (1922)
- Henry Wadsworth Longfellow (1922)
- Nathaniel Hawthorne (1922)
- James Fenimore Cooper (1922)
- James Russell Lowell (1922)
- Ralph Waldo Emerson (1922)
- Walt Whitman (1922)
- Franz Liszt (1925)
- Songs of England (1925)
- Songs of Ireland (1925)
- Songs of Scotland (1925)
- Songs of the British Isles (1925)
- Songs of France (1926)
- Mary's Little Lamb (1927)
- In a Music Shoppe (1928)
- Charles Gounod (1928)
- The Movie Horoscope (1928)
- Der Schulmeister vom Lichtenthal (1928)
- The Lady of the Lake (1928)
- Japan in Cherry Blossom Time (1930)
- Java the Fragrant Isle (1931)
- The Island Empire (1932)
- The Temple of Love (1932)
- Memories and Melodies (1935)
- David Livingstone (1936)
- Auld Lang Syne (1937)
- Colorful Bombay (1937)
- Bells of St. Mary's (1937)
- The Last Rose of Summer (1937)
- George Bizet, Composer of Carmen (1938)
- A Dream of Love (1938)
- Glimpses of New Brunswick (1938)
- Paris on Parade (1938)
- The Life of Chopin (1938)
- Marine Circus (1939)
- Rural Hungary (1939)
- Mendelssohn's Wedding March (1939)
- A Cavalcade of Texas (1939)
- Calling on Colombia (1940)
- Suva: "Pride of Fiji" (1940)
- Glimpses of Washington State (1940)
- George Town: "Pride of Penang" (1941)
- The Inside Passage (1941)
- Glimpses of Florida (1941)
- Mediterranean Ports of Call (1941)
- West Point on the Hudson (1942)
- Minnesota: "Land of Plenty" (1942)
- Colorful North Carolina (1942)
- Land of the Quintuplets (1942)
- Picturesque Patzcuaro (1942)
- Exotic Mexico (1942)
- People of Russia (1942)
- A Day in Death Valley (1944)
- Visiting St. Louis (1944)
- Mackinac Island (1944)
- A Night in Mexico City (1944)
- Along the Cactus Trail (1944)
- Colorful Colorado (1944)
- Roaming Through Arizona (1944)
- City of Brigham Young (1944)
- Monumental Utah (1944)
- Throwing the Bull (1944)
- Wandering Here and There (1944)
- Song of Mexico (1945)
- The Mission Trail (1946)
- In the South Seas (1948)
- Egypt Speaks (1951)
- Voices of Venice (1951)
- A Word for the Greeks (1951)
- Glimpses of Western Germany (1954)
- VistaVision Visits Mexico (1955)
- Picturesque Portugal (1955)
- Assignment South Pacific (1957)

### Sceneggiatore
- Franz Liszt (1925, diretto da James A. FitzPatrick)
- Songs of England (1925, diretto da James A. FitzPatrick)
- Songs of Ireland (1925, diretto da James A. FitzPatrick)
- Songs of Scotland (1925, diretto da James A. FitzPatrick)
- Songs of the British Isles (1925, diretto da James A. FitzPatrick)
- Songs of France (1926, diretto da James A. FitzPatrick)
- In a Music Shoppe (1928, diretto da James A. FitzPatrick)
- The Lady of the Lake (1928, diretto da James A. FitzPatrick)
- Japan in Cherry Blossom Time (1930, diretto da James A. FitzPatrick)
- The Temple of Love (1932, diretto da James A. FitzPatrick)
- Rainbow Canyons (1935, diretto da James A. FitzPatrick)
- Memories and Melodies (1935, diretto da James A. FitzPatrick)
- Colorful Bombay (1937, diretto da James A. FitzPatrick)
- The Last Rose of Summer (1937, diretto da James A. FitzPatrick)
- A Dream of Love (1938, diretto da James A. FitzPatrick)
- Mendelssohn's Wedding March (1939, diretto da James A. FitzPatrick)
- Calling on Colombia (1940, diretto da James A. FitzPatrick)
- Suva: "Pride of Fiji" (1940, diretto da James A. FitzPatrick)
- Glimpses of Washington State (1940, diretto da James A. FitzPatrick)
- The Inside Passage (1941, diretto da James A. FitzPatrick)
- George Town: "Pride of Penang" (1941, diretto da James A. FitzPatrick)
- Minnesota: "Land of Plenty" (1942, diretto da James A. FitzPatrick)
- Colorful North Carolina (1942, diretto da James A. FitzPatrick)
- Land of the Quintuplets (1942, diretto da James A. FitzPatrick)
- Picturesque Patzcuaro (1942, diretto da James A. FitzPatrick)
- Exotic Mexico (1942, diretto da James A. FitzPatrick)
- People of Russia (1942, diretto da James A. FitzPatrick)
- Song of Mexico (1942, diretto da James A. FitzPatrick)
- From Liverpool to Stratford (1949, diretto da James A. FitzPatrick)
- Glimpses of Western Germany (1954, diretto da James A. FitzPatrick)

### Attore
- Un giorno a New York (1954, diretto da Stanley Donen e da Gene Kelly)

### Produttore
- Richard Wagner (1925, diretto da ?)
- The Origin of Christmas (1925, diretto da ?)
- Hayden Mozart (1925, diretto da ?)
- Giuseppe Verdi (1925, diretto da ?)
- Edward McDowell (1925, diretto da ?)
- Songs of the British Isles (1925, diretto da James A. FitzPatrick)
- Songs of Scotland (1925, diretto da James A. FitzPatrick)
- Songs of Ireland (1925, diretto da James A. FitzPatrick)
- Songs of England (1925, diretto da James A. FitzPatrick)
- Mother's Day (1925, diretto da ?)
- George Frederick Handel (1925, diretto da ?)
- Frederick Chopin (1925, diretto da ?)
- Franz Liszt  (1925, diretto da James A. FitzPatrick)
- Songs of Southern States (1926, diretto da ?)
- Ethelbert Nevin (1926, diretto da ?)
- Love Lyrics of India (1926, diretto da ?)
- Songs of Italy (1926, diretto da ?)
- Songs of Spain (1926, diretto da ?)
- Songs of Central Europe (1926, diretto da ?)
- Songs of the Northern States (1926, diretto da ?)
- Songs of France  (1926, diretto da James A. FitzPatrick)
- Jacques Bizet (1927, diretto da ?)
- Robert Schumann (1927, diretto da ?)
- Rossini (1927, diretto da ?)
- Schumann (1927, diretto da ?)
- Four Indian Love Lyrics (1927, diretto da ?)
- Johannes Brahms (1927, diretto da ?)
- Mary's Little Lamb (1927, diretto da James A. FitzPatrick) Charles Gounod (1928, diretto da James A. FitzPatrick)
- The Movie Horoscope (1928, diretto da James A. FitzPatrick)
- Schubert's Songs (1929, diretto da ?)
- Schubert's Inspiration (1929, diretto da ?)
- Schubert's Friends (1929, diretto da ?)
- Schubert's Masterpiece (1929, diretto da ?)
- Schubert's Unfinished Symphony (1929, diretto da ?)
- Japan in Cherry Blossom Time (1930, diretto da James A. FitzPatrick)
- The Imperial City (1930, diretto da James A. FitzPatrick)
- Charming Ceylon (1930, diretto da James A. FitzPatrick)
- Siam to Korea (1931, diretto da James A. FitzPatrick)
- Java the Fragrant Isle (1931, diretto da James A. FitzPatrick)
- Land of the Maharajahs (1931, diretto da James A. FitzPatrick)
- Benares: The Hindu Heaven (1931, diretto da James A. FitzPatrick)
- Madeira: A Garden in the Sea (1931, diretto da James A. FitzPatrick)
- Gateway to India: Bombay (1932, diretto da James A. FitzPatrick)
- Rio "The Magnificent" (1932, diretto da James A. FitzPatrick)
- Leningrad, the Gateway to Soviet Russia (1932, diretto da James A. FitzPatrick)
- Moscow, Heart of Soviet Russia (1932, diretto da James A. FitzPatrick)
- Home Sweet Home, the World Over (1932, diretto da James A. FitzPatrick)
- Barbados and Trinidad, Gardens of the Caribbean
- Romantic Argentina (1932, diretto da James A. FitzPatrick)
- Over the Seas to Borneo (1932, diretto da James A. FitzPatrick)
- Come Back to Erin (1932, diretto da ?)
- The Temple of Love (1932, diretto da James A. FitzPatrick)
- The Island Empire (1932, diretto da James A. FitzPatrick)
- Cradles of Creed (1932, diretto da ?)
- Colorful Jaipur (1932, diretto da ?)
- Tropical Ceylon (1932, diretto da ?)
- Bali, the Island Paradise (1932, diretto da ?)
- The World Dances (1932, diretto da ?)
- London, City of Tradition (1932, diretto da ?)
- Ireland "The Melody Isle" (1932, diretto da ?)
- British Guiana (1933, regia di ?)
- A Day in Venice (1933, regia di ?)
- Scotland, the Bonnie (1933, regia di ?)
- Dutch Guiana: "Land of the Djuka" (1933, regia di ?)
- Papua and Kalabahai, Weird Haunts of Strange People (1933, regia di ?)
- Fiji and Samoa, the Cannibal Isles (1933, regia di ?)
- Italy, Land of Inspiration (1933, regia di ?)
- New Zealand: The White Man's Paradise (1933, regia di ?)
- Daughters of the Sea: Norway, Sweden and Denmark (1933, regia di ?)
- Big Ditch of Panama (1933, regia di ?)
- Iceland, Land of the Vikings (1933, regia di ?)
- Norway: Land of the Midnight Sun (1933, regia di ?)
- Cuba, the Land of Rumba (1933, regia di ?)
- Colorful Ports of Call (1934, regia di ?)
- Tibet, Land of Isolation (1934, regia di ?)
- Egypt, Kingdom of the Nile (1934, regia di ?)
- Glimpses of Erin (1934, regia di ?)
- Citadels of the Mediterranean (1934, regia di ?)
- Cruising in the South Seas (1934, regia di ?)
- Africa, Land of Contrast (1934, regia di ?)
- Holland in Tulip Time (1934, regia di James A. FitzPatrick)
- Switzerland the Beautiful (1934, regia di James A. FitzPatrick)
- Zion: Canyon of Colour (1934, regia di ?)
- Ireland: "The Emerald Isle" (1934, regia di James A. FitzPatrick)
- Modern Tokyo (1935, regia di ?)
- Rural Mexico (1935, regia di Louis Lewyn)
- Honolulu: The Paradise of the Pacific (1935, regia di James A. FitzPatrick)
- Beautiful Banff and Lake Louise (1935, regia di Benjamin D. Sharpe)
- Historic Mexico City (1935, regia di Louis Lewyn)
- Los Angeles: "Wonder City of the West" (1935, regia di ?)
- Colorful Guatemala (1935, regia di ?)
- Rainbow Canyons (1935, regia di Ruth FitzPatrick)
- Zeeland: "The Hidden Paradise" (1935, regia di Ruth FitzPatrick)
- Colorful Islands: Madagascar and Seychelles (1935, regia di James A. FitzPatrick)
- Victoria and Vancouver: Gateways to Canada (1936, regia di Benjamin D. Sharpe)
- Sacred City of the Mayan Indians (1936, regia di ?)
- Cherry Blossom Time in Japan (1936, regia di ?)
- Rio de Janeiro "City of Splendour" (1936, regia di ?)
- St. Helena and Its "Man of Destiny" (1936, regia di ?)
- Quaint Quebec (1936, regia di Benjamin D. Sharpe)
- Yellowstone Park: "Nature's Playground" (1936, regia di James H. Smith)
- The Captain's Table (1936, regia di Percy Marmont)
- David Livingstone (1936, regia di James A. FitzPatrick)
- Oriental Paradise (1936, regia di ?)
- Land of the Incas (1937, regia di ?)
- Copenhagen (1937, regia di  Ralph Donaldson)
- Chile: "Land of Charm" (1937, regia di James A. FitzPatrick)
- Stockholm: Pride of Sweden (1937, regia di James A. FitzPatrick)
- Glimpses of Peru (1937, regia di ?)
- Floral Japan (1937, regia di ?)
- Rocky Mountain Grandeur (1937, regia di  James H. Smith)
- Serene Siam (1937, regia di ?)
- Hong Kong: "The Hub of the Orient" (1937, regia di ?)
- Colorful Bombay (1937, regia di James A. FitzPatrick)
- Glimpses of Java and Ceylon (1937, regia di ?)
- Auld Lang Syne (1937, regia di James A. FitzPatrick)
- India on Parade (1937, regia di ?)
- Picturesque South Africa (1937, regia di ?)
- Singapore and Jahore (1938, regia di ?)
- The Life of Chopin (1938, regia di James A. FitzPatrick)
- Sydney: "Pride of Australia" (1938, regia di ?)
- Jaipur: "The Pink City" (1938, regia di ?)
- Madeira: "Isle of Romance" (1938, regia di ?)
- Cairo "City of Contrast" (1938, regia di ?)
- Paris on Parade (1938, regia di James A. FitzPatrick)
- Czechoslovakia on Parade (1938, regia di ?)
- Rural Sweden (1938, regia di James A. FitzPatrick)
- Beautiful Budapest (1938, regia di ?)
- Glimpses of New Brunswick (1938, regia di James A. FitzPatrick)
- Glimpses of Austria (1938, regia di ?)
- A Dream of Love (1938, regia di James A. FitzPatrick)
- George Bizet, Composer of Carmen (1938, regia di ?)
- Natural Wonders of the West (1938, regia di James H. Smith)
- Old Natchez on the Mississippi (1939, regia di ?)
- Land of Alaska Nellie (1939, regia di ?)
- Valiant Venezuela (1939, regia di ?)
- Mendelssohn's Wedding March (1939, regia di James A. FitzPatrick)
- Quaint St. Augustine (1939, regia di ?)
- Natural Wonders of Washington State (1939, regia di ?)
- A Day on Treasure Island (1939, regia di ?)
- Colorful Curacao (1939, regia di ?)
- Picturesque Udaipur (1939, regia di ?)
- Rural Hungary (1939, regia di James A. FitzPatrick)
- Glimpses of Australia (1939, regia di ?)
- Java Journey (1939, regia di ?)
- Imperial Delhi (1939, regia di ?)
- Ancient Egypt (1939, regia di ?)
- Old New Orleans (1940)
- Old New Mexico (1940)
- Cavalcade of San Francisco (1940)
- Beautiful Bali (1940)
- The Capital City: Washington, D.C. (1940)
- Glimpses of Washington State (1940, diretto da James A. FitzPatrick)
- Glimpses of Mexico (1940)
- Suva: "Pride of Fiji" (1940, diretto da James A. FitzPatrick)
- Modern New Orleans (1940)
- Sitka and Juneau: "A Tale of Two Cities" (1940)
- Calling on Colombia (1940, diretto da James A. FitzPatrick)
- Seattle: Gateway to the Northwest (1940)
- Night Descends on Treasure Island (1940)
- Historic Maryland (1941)
- Scenic Grandeur (1941)
- George Town: "Pride of Penang" (1941, diretto da James A. FitzPatrick)
- The Inside Passage (1941, diretto da James A. FitzPatrick)
- Glimpses of Florida (1941, diretto da James A. FitzPatrick)
- Haiti: "Land of Dark Majesty" (1941)
- Memories of Europe (1941)
- Mediterranean Ports of Call (1941, diretto da James A. FitzPatrick)
- Red Men on Parade (1941)
- Glimpses of Kentucky (1941)
- Yosemite the Magnificent (1941)
- Alluring Alaska (1941)
- People of Russia (1942, diretto da James A. FitzPatrick)
- Glimpses of Ontario (1942)
- Modern Mexico City (1942)
- Picturesque Massachusetts (1942)
- Exotic Mexico (1942, diretto da James A. FitzPatrick)
- Picturesque Patzcuaro (1942, diretto da James A. FitzPatrick)
- Glacier Park and Waterton Lakes (1942)
- Land of the Quintuplets (1942, diretto da James A. FitzPatrick)
- Colorful North Carolina (1942, diretto da James A. FitzPatrick)
- Minnesota: "Land of Plenty" (1942, diretto da James A. FitzPatrick)
- West Point on the Hudson (1942, diretto da James A. FitzPatrick)
- Land of Orizaba (1943)
- Mighty Niagara (1943)
- Mexican Police on Parade (1943)
- On the Road to Monterrey (1943)
- Romantic Nevada (1943)
- Motoring in Mexico (1943)
- Memories of Australia (1943)
- Scenic Oregon (1943)
- Over the Andes (1943)
- Through the Colorado Rockies (1943)
- Grand Canyon, Pride of Creation (1943)
- Salt Lake Diversions (1943)
- A Day in Death Valley (1944, diretto da James A. FitzPatrick)
- Visiting St. Louis (1944, diretto da James A. FitzPatrick)
- Mackinac Island (1944, diretto da James A. FitzPatrick)
- A Night in Mexico City (1944, diretto da James A. FitzPatrick)
- Along the Cactus Trail (1944, diretto da James A. FitzPatrick)
- Colorful Colorado (1944, diretto da James A. FitzPatrick)
- Roaming Through Arizona (1944, diretto da James A. FitzPatrick)
- City of Brigham Young (1944, diretto da James A. FitzPatrick)
- Monumental Utah (1944, diretto da James A. FitzPatrick)
- Throwing the Bull (1944, diretto da James A. FitzPatrick)
- Wandering Here and There (1944, diretto da James A. FitzPatrick)
- Song of Mexico (1945, diretto da James A. FitzPatrick)
- Merida and Campeche (1945)
- Where Time Stands Still (1945)
- Modern Guatemala City (1945)
- Seeing El Salvador (1945)
- Shrines of Yucatan (1945)
- Wandering Here and There (1945, diretto da James A. FitzPatrick)
- Glimpses of California (1946)
- Over the Seas to Belfast (1946)
- Looking at London (1946)
- The Mission Trail (1946, diretto da James A. FitzPatrick)
- Visiting Vera Cruz (1946)
- Glimpses of Guatemala (1946)
- Land of the Mayas (1946)
- Calling on Costa Rica (1947)
- Cradle of a Nation (1947, diretto da James A. FitzPatrick)
- Around the World in California (1947)
- On the Shores of Nova Scotia (1947)
- Glimpses of New Scotland (1947)
- Visiting Virginia (1947, diretto da James H. Smith)
- Cape Breton Island (1948)
- Chicago, the Beautiful (1948)
- Wandering Through Wales (1948)
- Night Life in Chicago (1948)
- Scholastic England (1948)
- A Wee Bit of Scotland (1949)
- In Old Amsterdam (1949, diretto da Ralph Donaldson)
- Glimpses of Old England (1949)
- From Liverpool to Stratford (1949)
- Mighty Manhattan, New York's Wonder City (1949, diretto da James H. Smith)
- Roaming Through Northern Ireland (1949)
- Quebec in Summertime (1949)
- Playlands of Michigan (1949)
- Calling on Michigan (1949)
- Ontario: "Land of Lakes" (1949)
- Land of Tradition (1950)
- Colorful Holland (1950, diretto da Ralph Donaldson)
- Pastoral Panoramas (1950)
- Roaming Through Michigan (1950)
- To the Coast of Devon (1950)
- Touring Northern England (1950)
- The Land of Auld Lang Syne (1950)
- Life on the Thames (1950)
- Springtime in the Netherlands (1951, diretto da Ralph Donaldson)
- Glimpses of Argentina (1951)
- Visiting Italy (1951)
- Glimpses of Morocco and Algiers (1951)
- Romantic Riviera (1951)
- A Word for the Greeks (1951, diretto da James A. FitzPatrick)
- Land of the Zuider Zee (1951, diretto da Ralph Donaldson)
- Voices of Venice (1951)
- Egypt Speaks (1951, diretto da James A. FitzPatrick)
- Calling on Cape Town (1952)
- In the Land of Diamonds (1952)
- Pretoria to Durban (1952)
- Ancient India (1952)
- Seeing Ceylon (1952)
- Jasper National Park (1952)
- Land of the Taj Mahal (1952)
- Beautiful Brazil (1952)
- Life in the Andes (1952)
- Picturesque New Zealand (1952)
- In the Valley of the Rhine (1953)
- Looking at Lisbon (1953)
- Seeing Spain (1953)
- Copenhagen: "City of Towers" (1953)
- Delightful Denmark (1953)
- Johannesburg: "City of Gold" (1953)
- Beautiful Bavaria (1953)
- Land of the Ugly Duckling (1953)
- VistaVision Visits Norway (1954)
- Glimpses of Western Germany (1954, diretto da James A. FitzPatrick)
- VistaVision Visits Mexico (1955, diretto da James A. FitzPatrick)
- VistaVision Visits Hawaii (1955, diretto da Dave O'Brien)
- VistaVision Visits Japan (1955)
- VistaVision Visits Spain (1955, diretto da Carl Dudley)
- Assignment South Pacific (1957, diretto da James A. FitzPatrick)